# Ratcatcher (comics)
Pour les articles homonymes, voir Ratcatcher.
Ratcatcher est le nom de deux personnages appartenant à l'univers de DC Comics. Créé par les scénaristes Alan Grant, John Wagner et le dessinateur Norm Breyfogle, le personnage de fiction apparaît pour la première fois dans le comic book Detective Comics #585 d'avril 1988. Sa véritable identité est Otis Flannegan alias Ratcatcher et il est principalement un ennemi de Batman, sa deuxième identité est Cleo Cazo alias Ratcatcher 2 (fille de Ratcatcher 1), ou le personnage fait ses débuts au cinéma dans The Suicide Squad en 2021.
En anglais, un rat-catcher est un mot composé à partir du nom rat et du verbe catch qui signifie attraper. L'attrapeur de rat est une forme de dératiseur. Le personnage est inspiré de la légende allemande Le Joueur de flûte de Hamelin.
À la suite d'une altercation où son adversaire décède, Otis Flannegan est emprisonné pendant une décennie. Une fois libéré, l'ex-chasseur de rats de Gotham City souhaite se venger de la société et devient un criminel. Il se surnomme le Ratcatcher à cause de son ancien métier et d'un trait particulier : il a la capacité de communiquer et de former des rats. Il utilise ses alliés rongeurs à plusieurs reprises pour attaquer des habitants de la ville de Gotham. Durant cette nouvelle carrière, le super-vilain est emprisonné de nombreuses fois notamment au pénitencier de Blackgate pour des affaires d'enlèvement, de vol ou de meurtre.
Ses faibles capacités font de lui un piètre adversaire contre le chevalier noir. Le personnage compte peu d'apparitions dans les comics. Malgré cela, il a été confronté à Bruce Wayne, Dick Grayson, Tim Drake, Selina Kyle et apparaît dans des comics sur Clark Kent alias Superman. Dans d'autres médias, Ratcatcher a inspiré le personnage de Ratboy dans l'univers futuriste de la série télévisée d'animation Batman, la relève (Batman Beyond) de 1999 et est présent dans le jeu vidéo Batman: Dark Tomorrow de 2003. Dans les comics, Otis Flannegan trouve la mort dans Infinite Crisis #1 de 2005. Sa faible utilisation rend peu probable une résurrection. Cela n'empêche pas le personnage de fiction d'être mentionné dans deux autres jeux vidéo et d'apparaître dans la série de comic books Batman: Arkham Unhinged liée à l'univers de ces jeux.
Le 1er mai 2024, Batman: Arkham Shadow est annoncé pour le Meta Quest 3 et le personnage est teasé comme étant l'antagoniste principal du jeu.

## Historique de publication

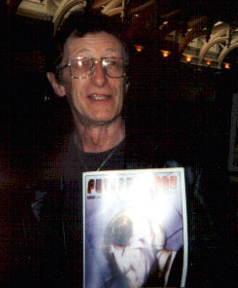
Le scénariste Alan Grant est l'un des créateurs du personnage. Photo prise en 2006.

Le personnage de fiction apparaît pour la première fois dans l'histoire éponyme "The Ratcatcher" présente dans le numéro 585 de la série de comic books Detective Comics d'avril 1988. Cette histoire est scénarisée par Alan Grant et John Wagner, et est dessinée par Norm Breyfogle. Elle est suivie par "Rat Trap" dans le numéro suivant. La même année, le personnage a un article dans le numéro 3 de Who's Who: Update '88. En 1989, il apparaît dans Batman Monthly #28 et #29 ainsi que dans Detective Comics #598 et #606.
Cinq ans plus tard en 1994, le personnage est employé dans la partie trois de l'histoire "Prodigal" avec Detective Comics #679, et Batman: Shadow of the Bat #33. En 1995, Ratcatcher est présent dans Batman: Vengeance of Bane II et le numéro 14 de la série de comic books Robin . La même année, lui et ses rats affrontent Batman et Catwoman dans le crossover "The Secret of the Universe" qui est publié dans Batman: Shadow of the Bat #43-44 et Catwoman #26.
En 1996, il est présent dans le numéro 50 de Batman: Shadow of the Bat qui est un spécial vilain et dans l'histoire "The Final Night: Howling in the Dark" de Detective Comics #703. L'année suivante, il apparaît dans le one-shot Batman: Blackgate. En 1998, il est présent dans le one-shot Batman: Spoiler/Huntress: Blunt Trauma qui fait partie du crossover "Cataclysm", et l'histoire "Aftershock: Trapped Like Rats" du numéro 555 de Batman. En 1999, Ratcatcher apparaît dans les comic books Robin #65 et #67 à #70. Excepté le premier, ces numéros font partie du crossover "No Man's Land". Cette même année, le personnage de fiction fait également une apparition dans Adventures of Superman #608.
Six ans plus tard en 2005, le personnage trouve la mort dans le numéro 1 de la série Infinite Crisis. En 2012, Ratcatcher a une brève apparition dans le numéro 20 de la série de comic books Batman: Arkham Unhinged qui sert de préquelle au jeu vidéo Batman: Arkham City. Otis Flannegan fait partie des détenus qui assistent au procès du Joker, dirigé par Harvey Dent, dans l'histoire "Clown Court" de la même série avec les numéros 29 à 31.

## Biographie du personnage

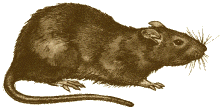
Le super-vilain Ratcatcher est capable de communiquer avec les rats.

Otis Flannegan travaille dans les égouts en tant que dératiseur et possède la capacité de communiquer et de former des rats. Lors d'une bagarre, il poignarde un homme à mort qui lui avait reproché de sentir mauvais. Il écope d'une peine de dix ans de prison. Une fois libéré, l'ex-chasseur de rats établit une base dans les égouts. Aidé de ses amis rongeurs, il kidnappe et enferme les personnes responsable de sa condamnation : membres du jury, juge, témoin et policier. Les prisonniers sont gardés dans des cellules et ne peuvent se nourrir que de rats morts durant cinq ans. Le juge parvient à s'échapper mais il est tué peu de temps après par Ratcacher et ses alliés. Bruce Wayne alias Batman enquête sur cette mort, il décime les rats en enflammant de l'essence et capture le criminel. Otis Flannegan reçoit une peine de vingt ans.
Grâce à une flûte conçue dans sa cellule, le prévenu attire ses compagnons rongeurs lors d'une audience pour une libération conditionnelle. Ratcatcher profite de la confusion pour prendre la fuite. Dick Grayson / Batman et Tim Drake / Robin se lancent à sa poursuite. Ils placent des émetteurs sur des rats pour localiser le repère de leur maître. Batman disperse les rats à l'aide d'un émetteur à ultrasons et attrape le criminel,. Ce dernier est emprisonné dans la prison de Blackgate. Sa bonne conduite lui permet d'avoir un accès à la bibliothèque où il s'instruit sur la reproduction sélective afin de concevoir de meilleurs rats. Le détenu utilise les rongeurs pour importer et exporter discrètement de petits objets ou des messages aux pensionnaires du centre pénitentiaire. Il fait la connaissance de Bane et l'aide à s'évader.
Aux débuts d'Infinite Crisis, Otis Flannegan est libre. En plus de ses amis les rats, Ratcatcher est protégé par une communauté de sans-abris. Lorsqu’il est découvert et arrêté par la police, un sans-abri tente d'empêcher son arrestation. Il est repoussé par les officiers. L'homme est en fait un cyborg OMAC déguisé et sa blessure l'active. Le cyborg identifie Ratcatcher comme étant une menace de niveau gamma et le vaporise,.

## Pouvoirs, capacités et équipement
Ratcatcher a la capacité de communiquer et de contrôler des rats. Ayant été la cible et victime d'un OMAC, cette capacité de communication avec une autre espèce est logiquement un super-pouvoir. Lors de ses incarcérations, Otis Flannegan utilise ses alliés rongeurs pour importer et exporter discrètement de petits objets ou des messages. Il possède des connaissances sur le réseau d'égouts de Gotham City, grâce à son ancien travail, et sur les plans de la prison Blackgate, grâce à ses séjours carcéraux. Son équipement se compose d'un bâton, d'un masque à gaz et d'un pistolet à gaz relié à un réservoir. Le pistolet lui permet de projeter le gaz sur ces ennemis, notamment du cyanure.

## Analyse et réception du personnage

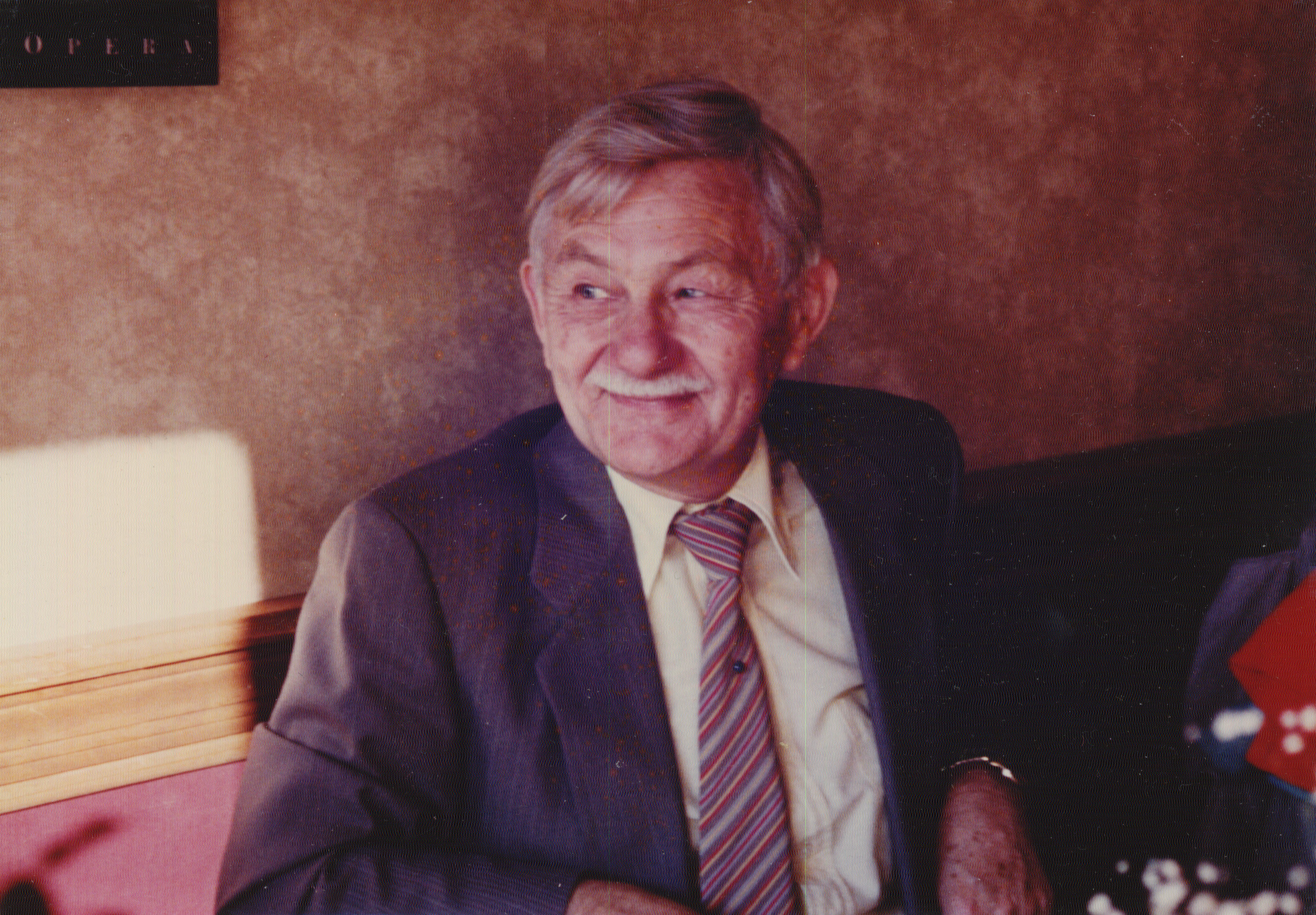
Photo de l'éthologue John B. Calhoun. Ses expérimentations sur les rongeurs ont marqué le scénariste Alan Grant.

Le personnage de fiction rappelle la légende allemande Le Joueur de flûte de Hamelin où le personnage principal est capable de contrôler les rats grâce aux sons de sa flûte. Dans l'histoire "Batman: The Secret of the Universe" du scénariste Alan Grant, Ratcacther souhaite remplacer les humains par une nouvelle espèces de rats, les "Rattus sapiens". Lorsque le super-vilain fait un discours devant une assemblée de rats, il parle du traitement brutal que les hommes peuvent avoir sur les rongeurs et il cite les expériences de l'éthologue américain John B. Calhoun. Ce dernier a effectué des tests sur le comportement des rongeurs en situation de surpopulation. Alan Grant cite les travaux de Calhoun comme une influence directe sur d'autres de ses œuvres comme 2000 AD et Judge Dredd.
Dans son analyse, pour Comic Book Resources, des histoires "The Ratcatcher" et "Rat Trap" publiées dans Detective Comics #585-586, Greg Burgas note que le récit semble simple. Flannegan utilise son contrôle sur les rats pour se venger de la société, particulièrement des personnes responsables de sa première incarcération. Il s'agit d'un vilain qui pense avoir été injustement emprisonné et pour rétablir l'équilibre, il kidnappe et emprisonne dans les égouts ceux qui l'ont jugés. Flannegan souhaite réaliser sa propre justice et ce n'est pas juste un simple méchant. D'après le critique, il s'agit d'un méchant qui est persuadé que ce qu'il fait est juste ce qui rend le personnage plus intéressant qu'un criminel de base.
Le personnage de Ratcatcher est listé comme l'un des dix plus piètres adversaires de Batman dans un article du magazine Complex et l'un des cinq vilain à éviter dans un futur film dans un article du site whatculture. Malgré cette mauvaise presse, le personnage fait partie de l'univers de Batman et est mentionné dans des adaptations à d'autres médias. Lui et ses rats sont même utilisés comme boss de fin de niveau dans le jeu vidéo Batman: Dark Tomorrow.

## Adaptations à d'autres médias

### Cinéma

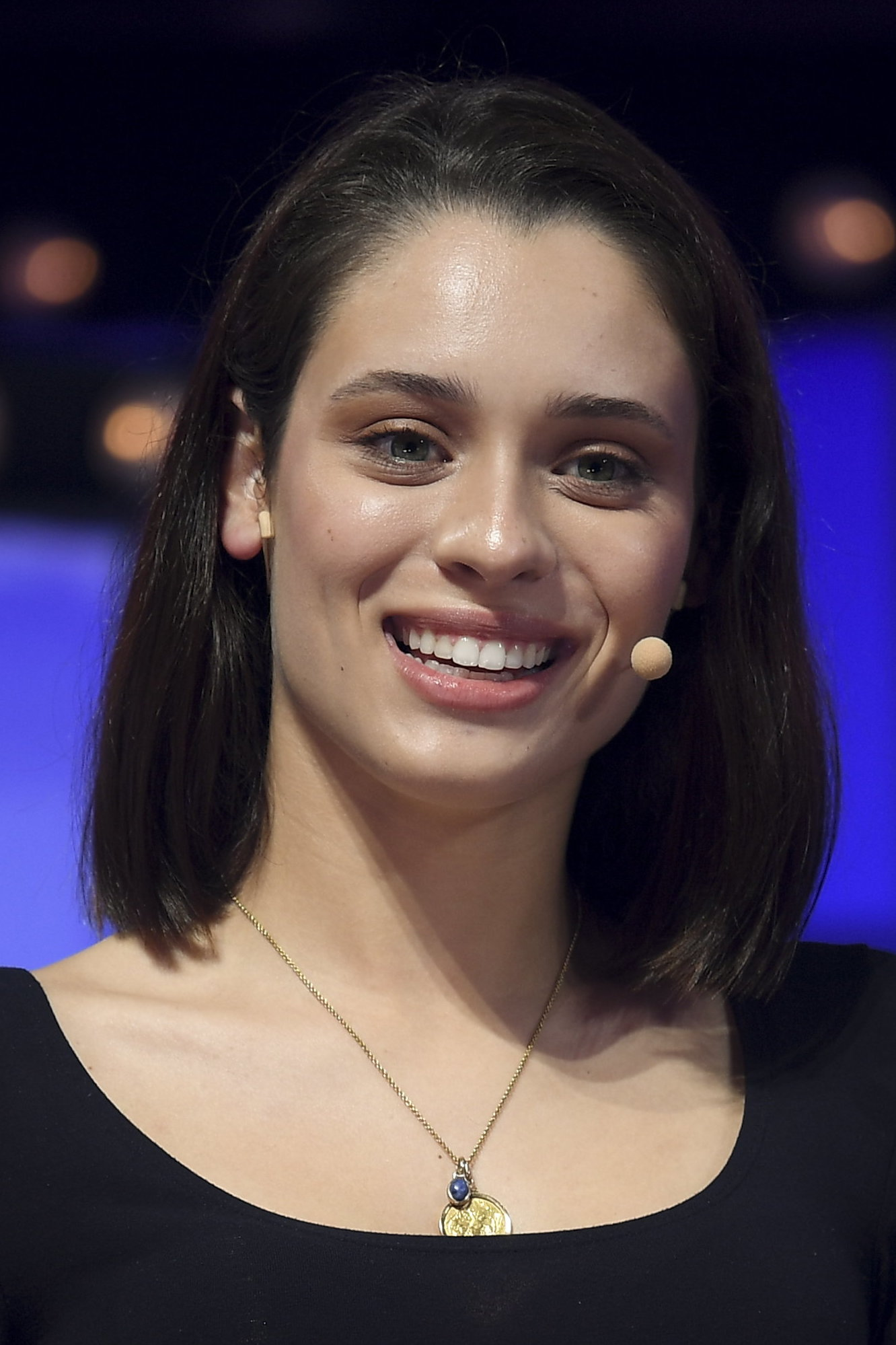
Daniela Melchior

- 2021 : Dans The Suicide Squad de James Gunn, une version originale est interprétée par Daniela Melchior (VF : Laetitia Coryn) : Dans cette version, elle est la fille d'une version originale du personnage (interprété par Taika Waititi) et elle est nommée Cleo Cazo alias Ratcatcher 2. Elle et son père étaient sans abri au Portugal jusqu'à ce qu'il invente une technologie pour amener la population de rats de la ville à les aider à voler des biens. Après sa mort d'une overdose d'héroïne, Cleo est venue en Amérique et a commencé une carrière criminelle, seulement pour être arrêteé. Dans le présent, elle est recrutée, avec son rat de compagnie Sebastian (interprété vocalement par Dee Bradley Baker), dans la Suicide Squad par Amanda Waller (interprétée par Viola Davis) et mené par le  Col. Rick Flag (interprété par Joel Kinnaman), aux côtés d'Harley Quinn (interprétée par Margot Robbie), Bloodsport (interprété par Idris Elba), Peacemaker (interprété par John Cena), Polka-Dot Man (interprété par David Dastmalchian), et King Shark (interprété vocalement par Sylvester Stallone). En brandissant l'équipement de son père, elle aide l'équipe à infiltrer et à détruire un laboratoire s'appelant Jötunheim à Corto Maltese contenant des archives du Projet Starfish et son sujet de recherche, Starro, le Conquérant. Pendant la mission leur captif, le généticien en chef du projet, le Dr Gaius Grieves alias Thinker (interprété par Peter Capaldi), révèle à l'équipe que Starro a été découvert et capturé par des astronautes américains et que leur gouvernement a financé le projet par un accord secret avec le précédent gouvernement Corto Maltesien en utilisant leurs ennemis pour les expériences du projet. Le nouveau régime du Corto Maltese, antiaméricain, tente d'utiliser Starro comme arme. Thinker révèle également que Waller les avait envoyés pour détruire tous les liens américains au projet. Cleo créa aussi des liens d'amitié avec ses coéquipiers Bloodsport (ce dernier la voyant comme sa fille) malgré sa peur des rats et King Shark. Elle invoque plus tard une armée de rats pour submerger et tuer l'extraterrestre Starro, accidentellement libéré du laboratoire, en le consommant de l'intérieur.

### Jeux vidéo
- 2003 : Batman: Dark Tomorrow (VO : Jonathan Roumie)[22] : Deux rats géants contrôlés par Ratcatcher sont les boss de la fin du niveau se déroulant dans les égouts.
- 2009 : Batman: Arkham Asylum : Le personnage de fiction est également mentionné dans le jeu, où une quête secondaire nécessite de trouver son masque et ses gants.
- 2011 : Batman: Arkham City : Une affiche le représente dans le jeu.
- 2024 : Batman Arkham Shadow : Le masque du personnage et ses rats sont montrés durant l'intégralité du trailer[2].

### Télévision
- 1999 : Batman, la relève (Batman Beyond) : Dans cette version, le personnage de fiction Patrick Poundstone alias Ratboy apparaît pour la première fois dans l'épisode L'Armée des rats (Rats!)[23]. Cette série se déroule dans le futur et met en scène Terry McGinnis un adolescent qui devient le nouveau Batman sous la tutelle d'un Bruce Wayne vieillisant[24]. Une partie des ennemis du justicier sont inspirés d'anciens adversaires de Batman. Patrick Poundstone est basé sur le personnage d'Otis Flannegan[20], il vit en marge de la société et est capable de contrôler des rats mutés par des radiations[23]. À l'inverse, le vilain n'est pas humain, son corps possède des caractéristiques de l'humain et du rat[23].